# Ochromusca secunda
Ochromusca secunda är en tvåvingeart som beskrevs av Adrian C. Pont och Dear 1976. Ochromusca secunda ingår i släktet Ochromusca och familjen husflugor. Inga underarter finns listade i Catalogue of Life.